# Tianguistengo
Tianguistengo là một đô thị thuộc bang Hidalgo, México. Năm 2005, dân số của đô thị này là 13478 người.